# Rock Paper Shotgun
Rock Paper Shotgun (Piedra Papel Escopeta en español) es un sitio web británico de periodismo de videojuegos. Se lanzó en julio de 2007 para centrarse en juegos de PC y fue adquirido por Gamer Network, una red de sitios web liderada por Eurogamer, en mayo de 2017.

## Historia
Rock Paper Shotgun fue fundada por Kieron Gillen, Jim Rossignol, Alec Meer y John Walker en 2007. Los cuatro trabajaban independientemente para Future Publishing y querían crear un sitio web centrado exclusivamente en juegos de PC.
Gillen anunció que ya no participaría en la publicación del contenido diario de Rock Paper Shotgun en 2010, centrándose más en su trabajo con Marvel Comics. Continuó actuando como director y ocasionalmente escribiendo ensayos para el sitio. Rossignol fundó su propio estudio de juegos, Big Robot, en 2010, pero también continuó contribuyendo al sitio durante seis años más. Meer y Walker se fueron en 2019.
En junio de 2010, Rock Paper Shotgun anunció una asociación publicitaria exclusiva con Gamer Network. En mayo de 2017, Gamer Network adquirió el sitio directamente. En 2017 se lanzó un sitio hermano alemán. Incluía contenido traducido y original.
Gamer Network fue adquirida por ReedPOP en 2018, lo que convierte al sitio en una subsidiaria de RELX Group. En mayo de 2024, IGN Entertainment adquirió Gamer Network, convirtiendo a Rock Paper Shotgun en una subsidiaria de Ziff Davis.
Los contribuyentes de Rock Paper Shotgun incluyen:
- Leigh Alexander
- Cara Ellison
- Cassandra Khaw
- Emily Short
- Robert Yang

## Recepción

### Bulletstorm
El 8 de febrero de 2011, el juego Bulletstorm fue objeto de escrutinio por parte de Fox News. Estas afirmaciones fueron ampliamente ridiculizadas entre los sitios web de juegos, incluido Rock Paper Shotgun, que publicó una serie de artículos desacreditando los informes de Fox News. Los artículos analizaron las afirmaciones de Carole Lieberman y encontraron que sólo una de las ocho fuentes que ella proporcionó tenía algo que ver con el tema en cuestión. Fox News reconoció que Rock Paper Shotgun se había puesto en contacto con ellos y respondió a sus afirmaciones el 20 de febrero de 2011 a través de otro artículo, afirmando que el juego seguía siendo una amenaza para los niños.

### Artículo sobre dominio público
En 2014, un artículo de Rock Paper Shotgun de John Walker sobre la existencia de videojuegos clásicos que eran considerados obra huérfano y la sugerencia de permitirles ingresar al dominio público después de 20 años, generó un controvertido debate público sobre la duración de los derechos de autor y el dominio público entre los veteranos de la industria del juego Walker, George Broussard y Steve Gaynor.